# Pueblo amhara
El pueblo amara o pueblo amhara es un grupo étnico oriundo de Etiopía, que históricamente ocupó las tierras altas del noroeste, entre los ríos Tekezé y Nilo Azul, principalmente en la región de Amhara. Según el censo nacional de 2007, la población amhara cuenta con 19.867.817 personas, equivalente al 26,9 % de la población de Etiopía. En su mayoría son cristianos ortodoxos miembros de la Iglesia ortodoxa etíope y un grupo menor practica el islam (sunita). Forman parte de la comunidad de emigrantes y refugiados etíopes asentados en Europa, Asia, América y otros países africanos, con los que se estima que los amharas alcanzarían una población mundial de aproximadamente 24 millones de personas. Hablan amhárico, un idioma afroasiático de la rama semítica, miembro del grupo semítico etíope, que sirve como uno de los seis idiomas oficiales de Etiopía.
Algunos investigadores clasifican a las etnias amhara y tigrayanos como abisinios, mientras que otros consideran que abisinio es un genérico que se utilizó para todos los habitantes de Etiopía.

## Etimología
El nombre actual del idioma amhárico y sus hablantes proviene de la provincia medieval de Amhara. Territorio ubicado alrededor del lago Tana en las cabeceras del Nilo Azul, e incluía un área un mayor que la actual región de Amhara. Se debate el origen del nombre. Algunos lo remontan a amari ("agradable; hermoso; gracioso") o mehare ("gracioso"). El historiador etíope Getachew Mekonnen Hasen lo remonta a un nombre étnico relacionado con los himyaritas del antiguo Yemen. Para otros deriva dele Ge'ez ዐም (ʿam, "gente") y ሐራ (h.ara, "libre" o "soldado"), hipótesis descartada por  Donald Levine como una etimología popular.

## Historia
La formación del grupo amhara es producto de un proceso de integración de poblaciones emigrantes del sur de la península arábiga, que tras cruzar el mar Rojo se mezclaron con tribus autóctonas del noreste africano. El intercambio cultural generó una identidad étnica propia de esta colectividad híbrida, que fue moldeada por los diversos reinos e imperios de los que formó parte. La iglesia ortodoxa etíope y su alianza con la dinastía salomónica terminó de fortalecer la identidad amhara hasta convertirla en el grupo dominante a lo largo de la historia de Etiopía.
El primer asentamiento de los emigrantes del sur de Arabia fue el puerto de Adulis, desde donde controlaban el comercio de la región. Excavaciones arqueológicas han revelado la existencia de altares a las divinidades mesopotámicas como Naura y Astarté. Mientras florecía el asentamiento en Adulis, otros grupos árabe-asiáticos (semitas) avanzaban al interior de la actual Etiopía.
En ese periplo se mezclaron con poblaciones locales, en algunos casos a través de la conquista. Este proceso dejó huellas de las culturas y tradiciones traídas por estos pueblos originarios de Arabia, a la vez que ellos mismos iban adoptando aspectos de la cultura nativa, entre ellos el idioma. En este proceso de mestizaje e hibridación cultural será de gran importancia el encuentro con el pueblo Habashan. A través de su integración formarán parte de la cultura y reino de Axum, al que luego dominarán.
La expansión continuó cara a las mesetas y zonas altas hasta alcanzar el Nilo Azul. Mientras tanto, la conversión del rey de los axumitas, Ezanas, al cristianismo a mediados del siglo IV marcará un hito en la evolución del grupo amhara. La sucesión de Ezanas según la tradición quedó en manos de un rey amhara que llegó como dinastía hasta el siglo XX, sólo interrumpida por breves períodos por otros gobernantes. Por otra parte, el asedio de pueblos vecinos integrados al islam, provocó un aislamiento político cultural del reino e imperio etíope que fortaleció la identidad amhara.  